# Amor real
Amor real (svenska: Äkta kärlek) är en mexikansk såpopera från 2003, med Adela Noriega, Fernando Colunga, Mauricio Islas, och Helena Rojo i huvudrollerna.

## Rollista (i urval)
- Adela Noriega - Matilde Peñalver y Beristáin de Fuentes Guerra
- Fernando Colunga - Manuel Fuentes Guerra
- Mauricio Islas - Adolfo Solís / Felipe Santamaría
- Helena Rojo - Augusta Curiel de Peñalver y Beristáin
- Ernesto Laguardia - Humberto Peñalver y Beristáin
- Ana Martín - Rosario Aranda
- Chantal Andere - Antonia Morales
- Mariana Levy - Josefina de Icaza
- Ana Bertha Espín - Prudencia Curiel
- Mario Iván Martínez - Renato Piquet
- Mauricio Herrera - Urbano de las Casas
- Oscar Bonfiglio - Sixto Valdez
- Adalberto Parra - Delfino Pérez
- Héctor Saez - Silvano Arzola
- Kika Edgar - Catalina Heredia de Solís
- Ingrid Martz - Pilar Piquet de Márquez

### Fotnoter
Den här artikeln är helt eller delvis baserad på material från engelskspråkiga Wikipedia, tidigare version.